# James Goldstone
James Goldstone (Los Angeles, Califòrnia, 8 de juny de 1931 − Shaftsbury, Vermont, 5 de novembre de 1999) va ser un director de cinema i productor estatunidenc.

## Biografia
Fill de Jules Goldstone, un dels primers agents de Hollywood, així com un dels primers productors de televisió nord-americanes, va començar la seva carrera com a director a mitjans dels anys 1950 a la Televisió, on es va involucrar profundament en moltes sèries de televisió:  Rawhide  (1959),  Dr. Kildare  (1961)  The Man from U.N.C.L.E.  (1965). Deu la seva fama principalment a la sèrie de televisió   Star Trek  (1966) dirigeix l'episodi pilot Where No Man Has Gone Before el 1966.
Ha dirigit actors del calibre de Paul Newman (dues vegades, a  Winning  i  When Time Ran Out ), Robert De Niro ( The Gang That Couldn't Shoot Straight ) i Sidney Poitier ( Brother John )

## Filmografia

### Director
- 1955: Highway Patrol (sèrie TV)
- 1957: Perry Mason (sèrie TV)
- 1959: Rawhide (sèrie TV)
- 1961: Dr. Kildare (sèrie TV)
- 1963: Burke's Law (sèrie TV)
- 1964: Voyage to the Bottom of the Sea (sèrie TV)
- 1965: Honey West (sèrie TV)
- 1966: Scalplock (TV)
- 1967: Code Name: Heraclitus (TV)
- 1967: Ironside (TV)
- 1968: Shadow Over Elveron(TV)
- 1968: Jigsaw
- 1969: Winning
- 1969: A Man Called Gannon
- 1970: A Clear and Present Danger (TV)
- 1971: Germà John (Brother John)
- 1971: Red Sky at Morning
- 1971: The Gang That Couldn't Shoot Straight
- 1972: They Only Kill Their Masters
- 1974: Cry Panic (TV)
- 1974: Dr. Max (TV)
- 1974: Things in Their Season (TV)
- 1975: Journey from Darkness (TV)
- 1975: Eric (TV)
- 1976: El corsari Roig (Swashbuckler)
- 1977: Rollercoaster
- 1979: Studs Lonigan (fulletó TV)
- 1980: 'When Time Ran Out...
- 1981: Kent State (TV)
- 1982: Charles & Diana: A Royal Love Story (TV)
- 1983: Rita Hayworth: The Love Goddess (TV)
- 1984: Calamity Jane (TV)
- 1984: Sentimental Journey (TV)
- 1984: The Sun Also Rises (TV)
- 1986: Dreams of Gold: The Mel Fisher Story (TV)
- 1988: Earth Star Voyager(TV)
- 1990: The Bride in Black(TV)

### Productor
- 1974: Dr. Max (TV)

## Premis i nominacions
Premis
- 1981: Primetime Emmy al millor director de sèrie o especial per Kent State

Nominacions
- 1971: Primetime Emmy al millor director dramàtic per The Bold Ones: The Senator